# Elley Duhé

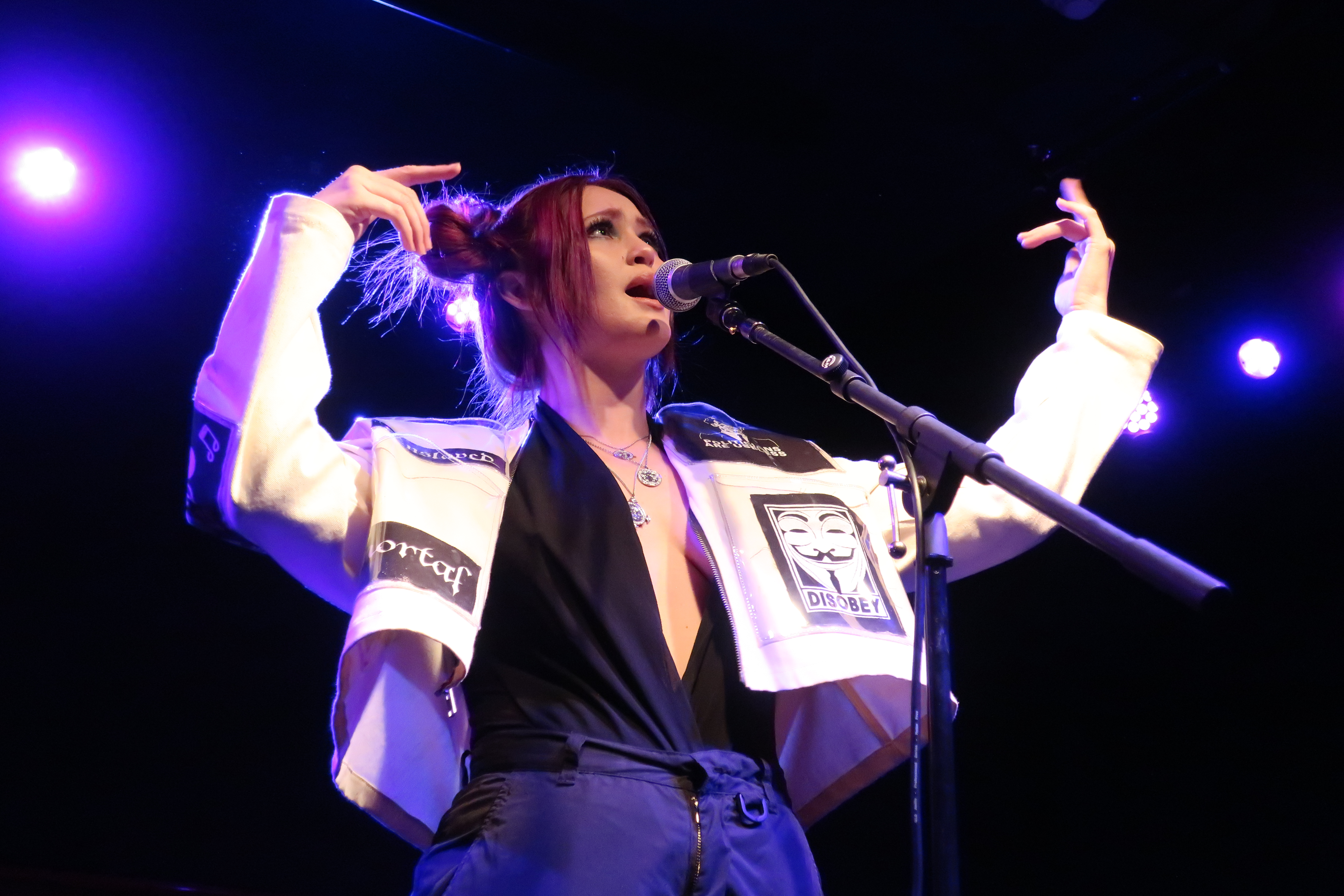
Elley Duhé in der Schubas Tavern in Chicago (2019)

Elley Duhé (* 14. Februar 1992 bei Mobile, Alabama) ist eine US-amerikanische Sängerin. Sie erlangte Bekanntheit durch das Lied Happy Now zusammen mit dem Produzenten Zedd.

## Biografie
Elley Duhé wurde am 14. Februar 1992 in Mobile im US-Bundesstaat Alabama geboren. Sie wuchs nahe der Golfküste in den Kleinstädten Vancleave, Mississippi und Dauphin Island, Alabama auf. Nachdem sie im Alter von 14 Jahren von ihrem Vater, der selbst Musiker ist, ihre erste Gitarre bekam, trat sie mit 15 Jahren in Cafés auf, sowie später auch in Bars, Restaurants und privaten Partys. Nach der Schule spielte sie drei Jahre lang Opening Acts und arbeitete mit Songwritern in Nashville, Los Angeles und Austin zusammen. Heute lebt sie in Los Angeles.
Ihre erste Single Millennium, eine Zusammenarbeit mit dem Produzenten Tarro, wurde im Oktober 2016 veröffentlicht und über zwei Millionen Mal auf YouTube gesehen. Über Billboard erschien im Dezember 2016 ihre erste Solo-Single namens Immortal, von der es einen Remix des Produzentenduos Snakehips gibt.
Im Juli 2018 veröffentlichte sie gemeinsam mit dem russisch-deutschen Musikproduzenten Zedd die Single Happy Now, die in den Vereinigten Staaten mit einer Goldenen Schallplatte ausgezeichnet wurde. Im August 2018 erschien die Single Tie Me Down, eine Zusammenarbeit mit dem amerikanischen DJ Gryffin. Am 10. August 2018 veröffentlichte Duhé ihre erste EP mit dem Titel Dragon Mentality.
2020 erreichte ihr Synth-Pop Lied Middle of the Night die Top 20 der weltweiten Spotify-Charts nachdem es auf TikTok erfolgreich war. Duhés erstes Album Phoenix erschien 2023 und vereint verschiedene Stile mit Fokus auf Electro-Pop.

## Diskografie

### Alben
- 2023: Phoenix (nur digital veröffentlicht)

### EPs
| Jahr | Titel            | Höchstplatzierung, Gesamtwochen, AuszeichnungChartplatzierungen (Jahr, Titel, Platzierungen, Wochen, Auszeichnungen, Anmerkungen) | Höchstplatzierung, Gesamtwochen, AuszeichnungChartplatzierungen (Jahr, Titel, Platzierungen, Wochen, Auszeichnungen, Anmerkungen) | Höchstplatzierung, Gesamtwochen, AuszeichnungChartplatzierungen (Jahr, Titel, Platzierungen, Wochen, Auszeichnungen, Anmerkungen) | Höchstplatzierung, Gesamtwochen, AuszeichnungChartplatzierungen (Jahr, Titel, Platzierungen, Wochen, Auszeichnungen, Anmerkungen) | Höchstplatzierung, Gesamtwochen, AuszeichnungChartplatzierungen (Jahr, Titel, Platzierungen, Wochen, Auszeichnungen, Anmerkungen) | Anmerkungen                           |
| Jahr | Titel            | DE | AT | CH | UK | US | Anmerkungen                           |
| ---- | ---------------- | --- | --- | --- | --- | --- | ------------------------------------- |
| 2018 | Dragon Mentality | — | — | — | — | — | Erstveröffentlichung: 10. August 2018 |

### Singles
| Jahr | Titel Album                    | Höchstplatzierung, Gesamtwochen, AuszeichnungChartplatzierungen (Jahr, Titel, Album, Platzierungen, Wochen, Auszeichnungen, Anmerkungen) | Höchstplatzierung, Gesamtwochen, AuszeichnungChartplatzierungen (Jahr, Titel, Album, Platzierungen, Wochen, Auszeichnungen, Anmerkungen) | Höchstplatzierung, Gesamtwochen, AuszeichnungChartplatzierungen (Jahr, Titel, Album, Platzierungen, Wochen, Auszeichnungen, Anmerkungen) | Höchstplatzierung, Gesamtwochen, AuszeichnungChartplatzierungen (Jahr, Titel, Album, Platzierungen, Wochen, Auszeichnungen, Anmerkungen) | Höchstplatzierung, Gesamtwochen, AuszeichnungChartplatzierungen (Jahr, Titel, Album, Platzierungen, Wochen, Auszeichnungen, Anmerkungen) | Anmerkungen                                                                                                   |
| Jahr | Titel Album                    | DE | AT | CH | UK | US | Anmerkungen                                                                                                   |
| ---- | ------------------------------ | --- | --- | --- | --- | --- | --- |
| 2018 | Happy Now –                    | DE64 (10 Wo.)DE | AT64 Gold · (6 Wo.)AT | CH73 (9 Wo.)CH | UK45 Silber · (10 Wo.)UK | US90 Platin · (1 Wo.)US | Erstveröffentlichung: 18. Juli 2018 mit Zedd; Verkäufe: + 1.875.000                                           |
| 2020 | Middle of the Night Phoenix    | DE31 Gold · (40 Wo.)DE | AT27 (23 Wo.)AT | CH15 Platin · (40 Wo.)CH | UK43 Gold · (18 Wo.)UK | US— PlatinUS | Erstveröffentlichung: 10. Januar 2020 Verkäufe: + 2.488.333                                                   |
| 2022 | Bad Memories Meduza            | DE13 Gold · (47 Wo.)DE | AT6 Gold · (44 Wo.)AT | CH19 Platin · (52 Wo.)CH | UK80 Gold · (14 Wo.)UK | — | Erstveröffentlichung: 22. Juli 2022 Verkäufe: + 1.090.000; Meduza & James Carter feat. Elley Duhé & Fast Boy  |
| 2022 | Back to You All Stand Together | DE32 Gold · (23 Wo.)DE | AT42 Platin · (16 Wo.)AT | CH32 Platin · (30 Wo.)CH | — | — | Erstveröffentlichung: 9. Dezember 2022 Verkäufe: + 504.000; Lost Frequencies feat. Elley Duhé & X Ambassadors |
| 2023 | Money on the Dash –            | DE51 (13 Wo.)DE | AT39 (5 Wo.)AT | CH93 (3 Wo.)CH | UK63 Gold · (11 Wo.)UK | US— GoldUS | Erstveröffentlichung: 20. Januar 2023 Verkäufe: + 975.000; mit Whethan                                        |

Weitere Singles
- 2016: Millennium (mit Tarro)
- 2016: Immortal
- 2017: Fly
- 2017: Can You Touch
- 2018: Ain’t No Feeling
- 2018: Lost My Mind
- 2018: Way Down Low
- 2018: Tie Me Down (mit Gryffin, US: Platin)
- 2019: Easy (mit Kyd the Band)
- 2019: Villains
- 2019: Good Die Young
- 2019: Nature
- 2020: Love Me Hard
- 2021: Kids of the Night
- 2021: Traitor
- 2022: Pieces
- 2022: Don’t Leave Me Lonely (mit Clean Bandit)
- 2023: Face Myself (mit Teddy Swims)
- 2023: Delirium

### Gastbeiträge
- 2018: Us (Kid Ink feat. Elley Duhé)
- 2018: Strawberries (Kito feat. Elley Duhé, Trinidad James & Kodie Shane)
- 2022: Forever (Gryffin feat. Elley Duhé)

## Auszeichnungen für Musikverkäufe
| Goldene Schallplatte - Brasilien - 2024: für die Single Tie Me Down - Dänemark - 2020: für die Single Happy Now - 2023: für die Single Middle of the Night - 2023: für die Single Bad Memories - 2024: für die Single Money on the Dash - Frankreich - 2020: für die Single Happy Now - 2024: für die Single Bad Memories - 2024: für die Single Back to You - Italien - 2019: für die Single Happy Now - Japan - 2023: für das Streaming Tie Me Down - Kanada - 2023: für die Single Bad Memories - Neuseeland - 2022: für die Single Middle of the Night - Spanien - 2024: für die Single Bad Memories - 2024: für die Single Middle of the Night - 2025: für die Single Money on the Dash | Platin-Schallplatte - Australien - 2022: für die Single Middle of the Night - Belgien - 2023: für die Single Bad Memories - Frankreich - 2022: für die Single Middle of the Night - Griechenland - 2023: für die Single Bad Memories - Italien - 2023: für die Single Bad Memories - 2024: für die Single Middle of the Night - Kanada - 2022: für die Single Middle of the Night - Mexiko - 2022: für die Single Middle of the Night - Neuseeland - 2019: für die Single Happy Now - Polen - 2024: für die Single Back to You - Portugal - 2022: für die Single Happy Now - 2022: für die Single Middle of the Night - 2023: für die Single Bad Memories - Ungarn - 2023: für die Single Back to You 2× Platin-Schallplatte - Brasilien - 2024: für die Single Happy Now - Kanada - 2025: für die Single Happy Now - Griechenland - 2023: für die Single Middle of the Night 3× Platin-Schallplatte - Australien - 2025: für die Single Happy Now - Polen - 2024: für die Single Middle of the Night - 2024: für die Single Bad Memories Diamantene Schallplatte - Brasilien - 2024: für die Single Bad Memories |

Anmerkung: Auszeichnungen in Ländern aus den Charttabellen bzw. Chartboxen sind in ebendiesen zu finden.
| Land/RegionAuszeichnungen für Musikverkäufe (Land/Region, Auszeichnungen, Verkäufe, Quellen) | Silber  | Gold       | Platin       | Diamant     | Verkäufe  | Quellen             |
| -------------------------------------------------------------------------------------------- | ------- | ---------- | ------------ | ----------- | --------- | ------------------- |
| Australien (ARIA)                                                                            | —       | —          | 4× Platin4   | —           | 280.000   | aria.com.au         |
| Belgien (BRMA)                                                                               | —       | —          | Platin1      | —           | 40.000    | ultratop.be         |
| Brasilien (PMB)                                                                              | —       | Gold1      | 2× Platin2   | Diamant1    | 260.000   | pro-musicabr.org.br |
| Dänemark (IFPI)                                                                              | —       | 4× Gold4   | —            | —           | 180.000   | ifpi.dk             |
| Deutschland (BVMI)                                                                           | —       | 3× Gold3   | —            | —           | 700.000   | musikindustrie.de   |
| Frankreich (SNEP)                                                                            | —       | 3× Gold3   | —            | Diamant1    | 633.333   | snepmusique.com     |
| Griechenland (IFPI)                                                                          | —       | —          | 3× Platin3   | —           | 60.000    | Einzelnachweise     |
| Italien (FIMI)                                                                               | —       | Gold1      | 2× Platin2   | —           | 225.000   | fimi.it             |
| Japan (RIAJ)                                                                                 | —       | Gold1      | —            | —           | —         | riaj.or.jp          |
| Kanada (MC)                                                                                  | —       | Gold1      | 3× Platin3   | —           | 280.000   | musiccanada.com     |
| Mexiko (AMPROFON)                                                                            | —       | —          | Platin1      | —           | 60.000    | amprofon.com.mx     |
| Neuseeland (RMNZ)                                                                            | —       | Gold1      | Platin1      | —           | 45.000    | radioscope.co.nz    |
| Österreich (IFPI)                                                                            | —       | 2× Gold2   | Platin1      | —           | 605.000   | ifpi.at             |
| Polen (ZPAV)                                                                                 | —       | —          | 7× Platin7   | —           | 350.000   | olis.pl             |
| Portugal (AFP)                                                                               | —       | —          | 3× Platin3   | —           | 30.000    | Einzelnachweise     |
| Schweiz (IFPI)                                                                               | —       | —          | 3× Platin3   | —           | 60.000    | hitparade.ch        |
| Spanien (Promusicae)                                                                         | —       | 3× Gold3   | —            | —           | 90.000    | elportaldemusica.es |
| Ungarn (MAHASZ)                                                                              | —       | —          | Platin1      | —           | 4.000     | slagerlistak.hu     |
| Vereinigte Staaten (RIAA)                                                                    | —       | Gold1      | 3× Platin3   | —           | 3.500.000 | riaa.com            |
| Vereinigtes Königreich (BPI)                                                                 | Silber1 | 3× Gold3   | —            | —           | 1.400.000 | bpi.co.uk           |
| Insgesamt                                                                                    | Silber1 | 24× Gold24 | 35× Platin35 | 2× Diamant2 |           |                     |